# Список фобий
Здесь приводится список так называемых фобий (от др.-греч. φόβος — «страх»), признанных реально существующими. Профессиональные психиатрические термины составляют лишь часть этого списка. Не все из перечисленных фобий являются психическими расстройствами.

## Алфавитный список фобий
| # А Б В Г Д Е Ё Ж З И К Л М Н О П Р С Т У Ф Х Ц Ч Ш Щ Э Ю Я |

### А
- аблютофобия (аблутофобия) — боязнь умывания, купания, стирки или чистки
- авиафобия (авиофобия)[1] — боязнь полётов в воздушных транспортных средствах[2]
- агирофобия (дромофобия) — боязнь улиц, пересекать улицу
- агорафобия — боязнь пространства, открытых мест, площадей, толп людей, рынков
- аграфобия (контрелтофобия) — боязнь сексуальных домогательств, секса
- айлурофобия (галеофобия, гатофобия, фелинофобия[3]) — боязнь кошек
- айхмофобия — боязнь острых предметов
- аквафобия — боязнь воды, утопления, см. гидрофобия
- акнефобия — боязнь появления угрей (акне)[1]
- акрофобия — боязнь высоты
- акустикофобия (лигирофобия, фонофобия) — боязнь громких звуков
- алгофобия — боязнь боли
- амаксофобия — боязнь транспорта и вождения[4][5]
- аматофобия — боязнь пыли или загрязнения пылью[1]
- ангинофобия — боязнь приступа стенокардии[1]
- андрофобия — боязнь мужчин
- анемофобия — боязнь бури (сильного ветра)[1]
- антофобия — боязнь цветов
- антропофобия — боязнь людей или компании людей, форма социальной фобии
- апейрофобия — боязнь бесконечности[6]
- апифобия — боязнь пчёл, ос[6]; частный случай зоофобии
- апопатофобия — боязнь заходить в туалеты[6]
- апоплексифобия — боязнь возникновения инсульта[1]
- арахнофобия — боязнь пауков; частный случай зоофобии
- аритмофобия, арифмофобия — боязнь перед каким-либо индивидуально значимым числом[6]
- астрофобия — боязнь звёзд и звёздного пространства[1]
- атаксиофобия — боязнь нарушения координации движений[6]
- атихифобия — боязнь совершить ошибку, потерпеть неудачу
- аурофобия — боязнь золота[7]
- аутомизофобия — боязнь загрязнить своё тело[6]
- аутофобия (ануптафобия[8], эремофобия[9], изолофобия[6]) — боязнь одиночества
- афефобия — см. гаптофобия
- ахлуофобия — боязнь темноты, см. никтофобия
- ацерофобия — боязнь кислых продуктов и напитков[10]
- аэрофобия — боязнь полётов на летательных аппаратах[11][12]; также боязнь сквозняков[6]

### Б
- базофобия — боязнь ходьбы[6]
- бактериофобия (бациллофобия) — боязнь заразиться бактериями[6]
- баллистофобия — боязнь поражения пулей, бомбой или снарядом[1]
- барофобия — боязнь подъёма тяжести[6]
- батеофобия — см. акрофобия
- белонофобия — см. айхмофобия
- блаптофобия — боязнь нанести кому-либо повреждение[6]
- бромгидрофобия (бромидрозифобия[1], бромидрофобия[1]) — боязнь, что окружающие могут заметить неприятный запах тела или потливость страдающего данной фобией[6]
- бронтофобия — боязнь грома[1]

### В
- вакцинофобия — боязнь прививок и связанных с ними неврологических осложнений[1]
- венерофобия (кипридофобия) — боязнь заразиться венерической болезнью[6]
- вербофобия — страх отдельных слов[13]
- верминофобия — боязнь бактерий, микробов, червей, заразиться
- вертигофобия (динофобия) — боязнь головокружения[6]
- винофобия — боязнь употребления вина[1][6]

### Г
- галеофобия — боязнь акул[14]
- галитофобия — боязнь неприятного запаха изо рта
- гамофобия — боязнь вступления в брак[1]
- гаптофобия (афефобия, гафефобия, гафофобия, гапнофобия, гаптефобия, тиксофобия) — боязнь прикосновения окружающих людей
- гарпаксофобия — см. харпаксофобия
- гедонофобия — боязнь удовольствия, наслаждения[6]
- гексакосиойгексеконтагексафобия — страх числа 666
- гелиофобия (гелеофобия) — боязнь солнца, солнечного света, страх пребывания на солнце[6]
- гелотофобия — страх оказаться объектом юмора, насмешек
- гемофобия (гематофобия, гемафобия) — боязнь крови
- генофобия, коитофобия, коитуфобия[1], миксеофобия[6], миксофобия[1] — страх секса, сексуальных контактов
- геронтофобия (гераскофобия) — страх общения с пожилыми людьми или собственного старения
- гермофобия — см. мизофобия
- герпетофобия — боязнь рептилий, пресмыкающихся, змей; частный случай зоофобии
- гетерофобия — боязнь противоположного пола
- гефирофобия — боязнь мостов
- гидрозофобия — боязнь вспотеть
- гидрофобия (аквафобия) — боязнь воды, сырости, жидкостей
- гиерофобия — боязнь предметов религиозного культа[1]
- гилофобия (ксилофобия, никтогилофобия, хилофобия) — боязнь леса, заблудиться в лесу
- гимнофобия — боязнь наготы
- гинекофобия (гинефобия, гинофобия) — боязнь женщин
- гипенгиофобия (хипенгиофобия) — боязнь взять на себя ответственность[6]
- гипнофобия — боязнь заснуть[6]
- Гиппопотомонстросескипедалофобия – боязнь длинных слов. (Не признана в Диагностической Американской Психиатрической Ассоциации)
- глоссофобия — см. логофобия
- гомофобия — боязнь любого проявления гомосексуальности
- гравидофобия — боязнь встречи с беременной, беременности
- графофобия — боязнь писа́ть или брать в руки письменные принадлежности[6]

### Д
- декстрофобия — боязнь вещей, расположенных справа[6]
- демонофобия (сатанофобия[1]) — боязнь Дьявола, демонов и другой нечистой силы[6]
- демофобия (охлофобия) — боязнь скопления людей, толпы
- дентофобия (одонтофобия) — боязнь стоматологов, лечения зубов
- дерматопатофобия (дерматофобия[1], дерматосиофобия[1]) — боязнь заболеть кожной болезнью[6]
- децидофобия — боязнь принимать решения
- динофобия — см. вертигофобия
- дисморфофобия — боязнь физических недостатков в собственной внешности
- дорофобия — боязнь получать или делать подарки[6]
- дромофобия — см. агирофобия

### З
- зоофобия — боязнь животных
- земмифобия — боязнь кротов[15]; частный случай зоофобии.

### И
- иатрофобия — см. ятрофобия
- инсектофобия (энтомофобия[16]) — боязнь насекомых; частный случай зоофобии
- иерофобия — боязнь предметов религиозного культа[6]; см. также агиофобия
- иофобия — боязнь ядов[6]

### К
- какоррафиофобия — см. атихифобия
- калифобия — боязнь красоты
- канцерофобия (канкрофобия[1], карциномофобия[1], карцинофобия, кацерофобия) — боязнь заболеть раком, злокачественной опухолью
- кардиопатофобия (кардиофобия[1]) — боязнь сердечного заболевания[1]
- катагелофобия — боязнь насмешки[17]
- кейрофобия — боязнь при бритье порезать клиента (у парикмахеров)[6]
- кенофобия — боязнь больших незаполненных пространств (например, пустого зала театра)[6]
- кинофобия (канинофобия) — боязнь собак
- кипридофобия — см. венерофобия
- клаустрофобия — боязнь замкнутого пространства
- клептофобия — боязнь украсть, либо страх быть обокраденным
- климакофобия (климактофобия) — боязнь ходьбы по лестнице, лестниц
- коинофобия — боязнь заходить в помещение, где находится много людей[6]
- коитофобия — см. генофобия
- компьютерофобия — боязнь компьютеров[1]
- контрелтофобия — см. аграфобия
- копофобия — боязнь переутомиться[6]
- копрофобия — боязнь фекалий
- коулрофобия — боязнь клоунов
- ксенофобия — страх или ненависть к кому-либо или чему-либо чужому, незнакомому, непривычному
- кремнофобия — боязнь смотреть в бездну, пропасть[1]
- кристаллофобия — боязнь прикосновения к стеклянным предметам[6]
- ксилофобия — см. гилофобия

### Л
- лалофобия — боязнь говорить из-за опасения возможного заикания[6]
- латерофобия — боязнь лежать на боку, чаще — на левом (когда присутствует кардиофобия)[6]
- лепрофобия — боязнь заразиться лепрой[6]
- лигирофобия — см. акустикофобия
- лисофобия — боязнь заболеть бешенством[1]
- логофобия (глоссофобия) — страх говорить
- люофобия (сифилофобия) — боязнь заразиться сифилисом[6]

### М
- маниофобия — боязнь психически заболеть[6]
- мегалофобия — боязнь больших предметов или объектов[18]
- менофобия — боязнь менструаций и связанных с ними неприятных ощущений[6]
- металлофобия — боязнь металлических предметов и металлов[6]
- мизофобия (гермофобия) — боязнь заразиться инфекционным заболеванием, грязи, прикосновения к окружающим предметам
- мирмекофобия — боязнь муравьёв; частный случай зоофобии
- морфинофобия — боязнь стать морфинистом[6]
- мусофобия (сурифобия[1]) — боязнь мышей и крыс[19]; частный случай зоофобии.

### Н
- некрофобия — боязнь трупов и похоронных принадлежностей
- неофобия — боязнь нового, перемен
- никтогилофобия — см. гилофобия
- никтофобия (ахлуофобия, скотофобия, эклуофобия) — боязнь темноты, ночи
- номофобия — боязнь остаться без мобильного телефона, без связи
- нозофобия — боязнь заболеть

### О
- одонтофобия — см. дентофобия
- омброфобия — боязнь попасть под дождь[6]
- онанофобия — боязнь вредных последствий онанизма[6]
- орнитофобия — боязнь птиц[20][21]; частный случай зоофобии
- офидиофобия[англ.], или офиофобия — боязнь змей; частный случай герпетофобии
- охлофобия — боязнь толпы, см. демофобия

### П
- панофобия (панфобия, пантофобия) — боязнь всего или постоянный страх по неизвестной причине
- паразитофобия — боязнь насекомых-паразитов[6]
- паралипофобия — боязнь, что собственные ошибочные действия причинят вред близким родственникам[6]
- параскаведекатриафобия (фриггатрискаидекафобия) — боязнь пятницы, 13-го дня месяца[22]
- патройофобия — боязнь наследственности, в особенности наследственных заболеваний[6]
- парурез — боязнь мочеиспускания на людях
- педиофобия — боязнь предметов, имитирующих человеческий облик (кукол, восковых фигур)
- педофобия[англ.] — навязчивый страх детей или имитирующих их изделий (кукол)[6]
- пейрафобия — боязнь публичного выступления
- пеладофобия — боязнь облысения[6]
- петтофобия — боязнь неудержания газов в присутствии посторонних людей[6]
- пирофобия — боязнь огня, пожаров, гибели от огня
- психрофобия — боязнь холода[6]

### Р
- рабдофобия — боязнь наказания[6]
- радиофобия — боязнь радиации
- ранидофобия — боязнь лягушек[23]; частный случай зоофобии.
- ректофобия — боязнь не иметь стула[6]
- рипофобия — боязнь грязи, нечистот[6]
- робофобия — страх по отношению к любой робототехнике

### С
- сатанофобия — см. демонофобия
- селахофобия — боязнь акул[24]
- сидеродромофобия — боязнь езды в железнодорожном транспорте[6]
- ситофобия — боязнь приёма пищи[6]
- скабиофобия — боязнь заболеть чесоткой[6]
- сколецифобия — боязнь червей, заразных насекомых; частный случай зоофобии
- скопофобия (скоптофобия) — боязнь пристального разглядывания другими
- скотофобия — см. никтофобия
- сомнифобия — боязнь спать
- социофобия — боязнь общества, контактов, неловкого поведения в обществе, оценки окружающими
- спектрофобия — 1) боязнь призраков
- спектрофобия — 2) то же, что эйсоптрофобия
- спермофобия — боязнь микробов[25]
- спидофобия — боязнь заразиться СПИДом[прим. 1][6]
- стазобазофобия — боязнь стояния и ходьбы[6]
- сурифобия — см. мусофобия

### Т
- табофобия — боязнь заболеть спинной сухоткой[6]
- талассофобия — боязнь моря (в том числе купания и морских путешествий)[6]
- танатофобия — боязнь смерти
- тафофобия (тафефобия) — боязнь быть погребенным заживо, похорон
- телефонофобия — боязнь телефона, ожидания телефонного звонка
- терророфобия — боязнь терроризма[26]
- тениофобия — боязнь заразиться глистами[6]
- теофобия — боязнь бога, его вмешательства в судьбу или кары[6]
- термофобия — боязнь жары и натопленных помещений[6]
- тетрафобия — боязнь числа 4
- токофобия (малевзиофобия) — страх перед родами
- токсикофобия — боязнь отравления[6]
- топофобия — боязнь остаться одному в помещении[6]
- травматофобия — боязнь травмы
- трансфобия — боязнь и, как следствие, неприятие и негативная реакция на проявления трансгендерности
- тремофобия — боязнь дрожания[6]
- трипанофобия — боязнь игл и уколов
- трипофобия — страх перед кластерными отверстиями (не признана в Диагностической Американской Психиатрической Ассоциации).
- трискайдекафобия[1] (тредекафобия[6], тердекафобия) — боязнь числа 13
- туннелефобия — боязнь прохождения через туннель[6]

### У
- уранофобия — боязнь смотреть в небо[6]

### Ф
- фагофобия — боязнь глотания, подавиться пищей
- фазмофобия — боязнь призраков и духов[6]
- фармакофобия — боязнь принимать лекарства
- филофобия — боязнь влюбиться
- фобофобия (фобиофобия) — боязнь фобий (страхов), появления симптомов страха, боязнь испытать испуг

### Х
- хайрофобия — боязнь появления чувства веселья в неподобающей обстановке[6]
- харпаксофобия (гарпаксофобия[1]) — боязнь разбойников, быть ограбленным[6]
- хемофобия — боязнь химии
- хилофобия — см. гилофобия
- хироптофобия — боязнь летучих мышей; частный случай зоофобии[27][28]
- хоплофобия (гоплофобия) — боязнь оружия
- хрематофобия — боязнь прикосновения к деньгам[6]
- хроматофобия (хромофобия) — боязнь какого-либо цвета и окрашенных в него предметов[6]
- хронофобия — боязнь времени

### Э
- эйсоптрофобия (спектрофобия) — боязнь собственного отражения в зеркале
- эйхофобия — боязнь произносить или выслушивать добрые пожелания[6]
- эквинофобия[англ.][29] (гиппофобия[30]) — боязнь лошадей; частный случай зоофобии
- эклуофобия — см. никтофобия
- эметофобия — боязнь появления рвоты
- эпистаксофобия (эпистаксиофобия[1]) — боязнь носового кровотечения[6]
- эргазиофобия[англ.] — боязнь оперировать (у врачей-хирургов)
- эргофобия — боязнь работать, совершать какие-либо действия
- эритрофобия[англ.] (эрейтофобия[6]) — боязнь покраснения лица (боязнь покраснеть на людях)
- эротофобия — боязнь секса или вопросов о сексе
- эфебифобия — боязнь подростков

### Я
- ятрофобия — боязнь врачей